# Earl Russell

Vapenskölden för earlarna Russel

Earl Russell är en ärftlig titel inom släkten Russell. Den gavs till den liberale politikern och premiärministern Lord John Russell 30 juli 1861. Han fick samtidigt titeln viscount Amberley. Viscount-titeln används om den äldste sonen till earlen. Ibland används den för att omnämna den förste earlens son som aldrig ärvde earl-titeln. Den tredje earlen var filosofen Bertrand Russell.  
- John Russell, 1:e earl Russell (1792–1878)
- John Francis Stanley Russell, 2:e earl Russell (1865–1931)
- Bertrand Arthur William Russell, 3:e earl Russell (1872–1970)
- John Conrad Russell, 4:e earl Russell (1921–1987)
- Conrad Sebastian Robert Russell, 5:e earl Russell (1937–2004)
- Nicholas Lyulph Russell, 6:e earl Russell (1968–2014)
- John Francis Russell, 7:e earl Russell (född 1971)